# Robert (cardinal)
Pour les articles homonymes, voir Robert (prénom).
Robert (né à Paris et mort après mars 1112) est un cardinal français du XIe siècle et du début du XIIe siècle. 
Le pape Urbain II le crée cardinal lors d'un consistoire de 1088. Robert est un des auteurs des Gesta dampnationis et critique l'octroi du droit d'investiture par le pape Pascal II à l'empereur.